# Unín (Slovacchia)
Unín (in ungherese Nagyúny) è un comune della Slovacchia facente parte del distretto di Skalica, nella regione di Trnava.